# Mechitar di Sebaste
Mechitar di Sebaste (in armeno Մխիթար Սեբաստացի?) (Sebaste, 7 febbraio 1676 – San Lazzaro degli Armeni, 27 aprile 1749) è stato un monaco cristiano armeno.

## Biografia

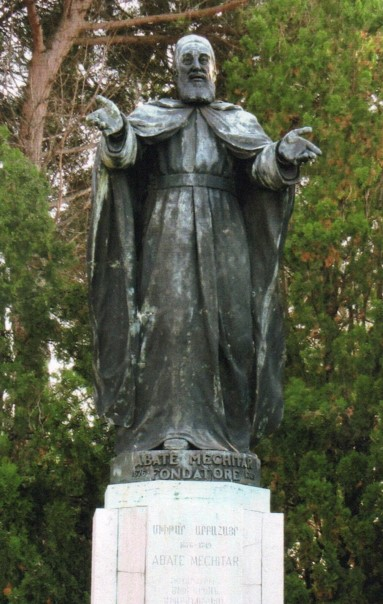
Monumento a Mechitar di Sebaste a San Lazzaro degli Armeni.

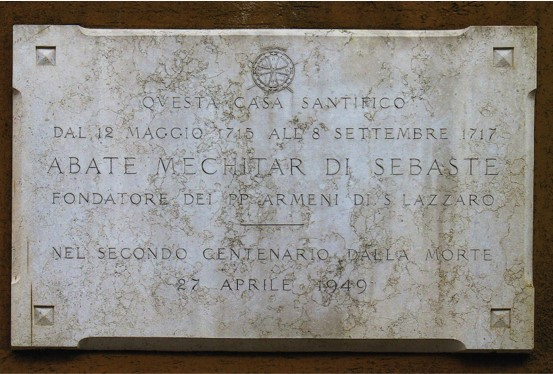
Mechitar a Venezia, San Martino, Fondamenta del Piovan (2292).

Nacque con il nome di Petros Manuk a Sivas (l'antica Sebaste) in Anatolia il 7 febbraio 1676 ed entrò nel monastero di "Surp Nshan" (della Santa Croce), assumendo il nome di Mekhitar (ovvero "Consolatore"). Nel 1696, all'età di vent'anni, fu ordinato prete.
Fu ispirato dall'idea di creare un ordine dedicato alla pratica spirituale e alla ricostituzione spirituale del popolo Armeno; a questo scopo diede vita a Costantinopoli nel 1701 all'ordine che da allora porta il suo nome.
Due anni dopo, insieme ai suoi confratelli, riuscì a mettersi in salvo dalle persecuzioni delle autorità Ottomane: l'ordine si trasferì a Modone nel Peloponneso (conosciuta anche come Morea), allora possedimento della Repubblica di Venezia.
Nel 1715 costruì il monastero di San Lazzaro degli Armeni a Venezia. È ancora oggi considerato il pioniere della rinascita della letteratura armena in lingua classica, in particolare per aver composto un'edizione della Bibbia nel 1735, ed aver compilato un Dizionario di armeno nel 1749.
Si spense il 27 aprile 1749 nel monastero dell'Isola di San Lazzaro degli Armeni a Venezia e fu sepolto all'interno dell'omonima chiesa. La sua morte, sopraggiunta dopo una lunga malattia, mise in lutto, oltre che l'isola di San Lazzaro, l'intera Venezia.
È in corso la causa di beatificazione da parte della Chiesa cattolica - Nomina Postulatrice (2019): Valentina V. Karakhanian.

## Opere
- "Bibbia in lingua armena" (1735);
- "Commento al Vangelo di San Matteo" (1737);
- "Commento all'Ecclesiaste" (Venezia);
- "Grammatica della Lingua armena";
- "Grammatica della Lingua volgare armena";
- "Dizionario della Lingua armena" (1744);
- "Dizionario della Lingua armena" (seconda edizione in due volumi, 1749-69);
- "Catechismo Armeno";
- "Canto alla beata Vergine".